# Charles Templeton
Pour les articles homonymes, voir Templeton.
Charles Templeton (né le 7 octobre 1915 et mort le 7 juin 2001) était un écrivain, un journaliste, un homme politique, un évangéliste, un dessinateur et un animateur de télévision canadien. Propagateur du littéralisme biblique, il abjura la foi chrétienne. Il est aussi connu pour ses écrits de science-fiction.

## Publications
- Life Looks Up, 1957
- Evangelism for Tomorrow, 1957
- How to Pray, 1966
- Jesus : Matthew, Mark, Luke & John in one unified story
- Jesus, 1975
- Kidnapping President, 1975
- Act of God, 1977
- The Third Temptation, 1980
- Templeton: An Anecdotal Memoir, 1983
- The Queen's Secret, 1986
- World of One, 1988
- End Back Attacks, 1992
- Farewell to God, 1995

## Politique
Il tenta de débuter une carrière politique provinciale en se présentant comme candidat libéral (PLO) dans la circonscription torontoise de Riverdale lors d'une élection partielle en 1964, mais il fut défait par le néo-démocrate Jim Renwick.
Templeton tente de briguer la chefferie lors de la course à la direction du PLO de 1964, mais s'incline derrière Andy Thompson (en). Il est vice-président du parti de 1964 à 1965